# 다이아몬드 타워 (마천루)

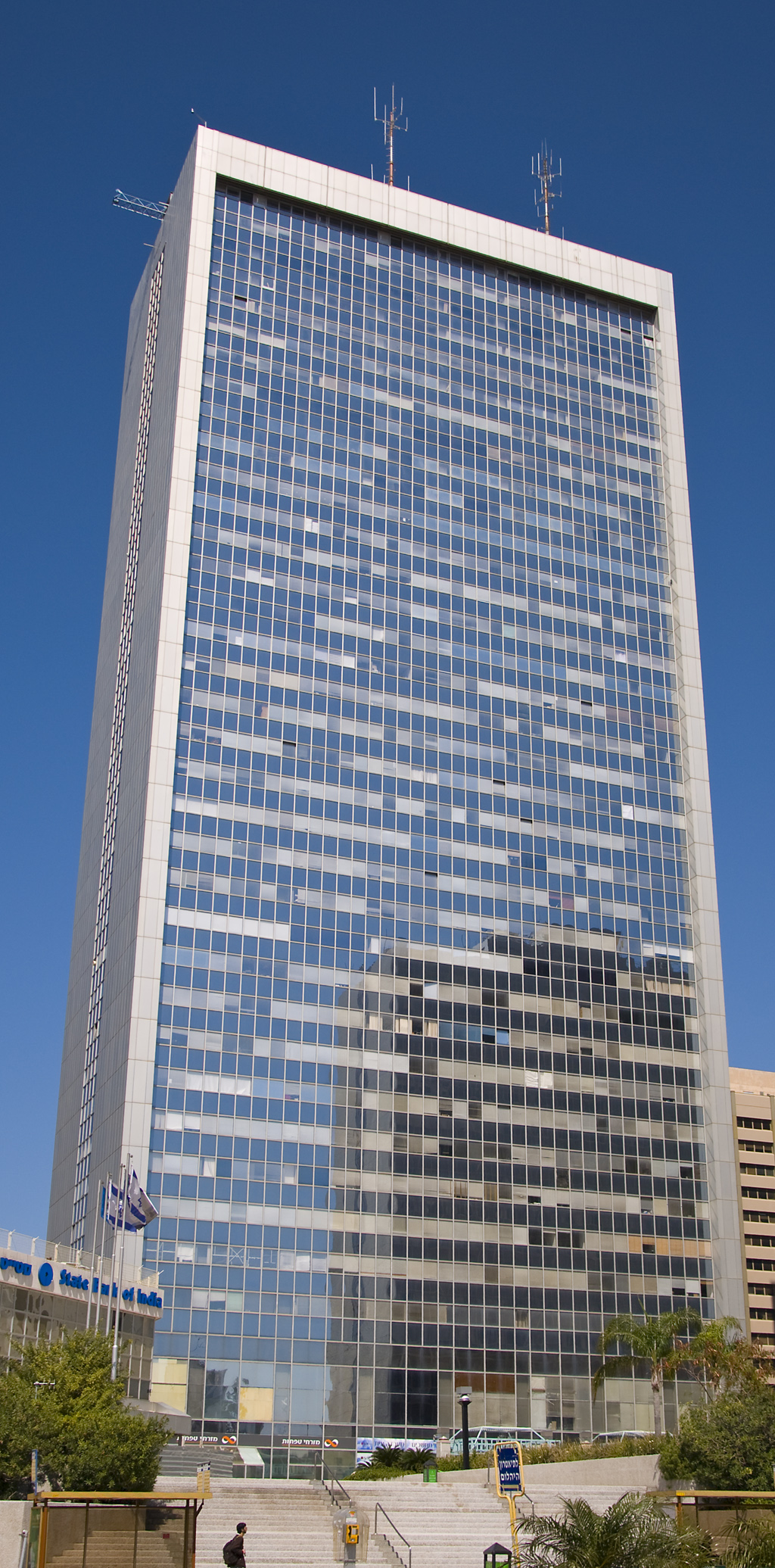

다이아몬드 타워(Diamond Tower)는 이스라엘 텔아비브구 도시 라마트간(Ramat Gan)에 위치한 초고층 건물로, 최대 1,000명을 수용할 수 있는 세계 최대의 다이아몬드 무역 홀을 갖추고 있다. 115m의 32층 규모의 이 타워는 완공부터 2000년까지 라마트간에서 가장 높은 건물이었으며, 이후 쉐라톤 시티 타워를 넘어섰다. 또한 1992년 완공 당시 텔아비브 외곽의 이스라엘에서 가장 높은 건물이었다. 엘리 그비르츠만(Eli Gvirtzman)이 디자인한 이 타워는 처음 20층이 다이아몬드만 서비스하는 이스라엘 다이아몬드 거래소의 '헤드 타워' 역할을 한다.

## 같이 보기
- 이스라엘의 마천루 목록
- 이스라엘의 경제

## 참고 문헌
- Diamond Tower at Emporis